# Megalòpters

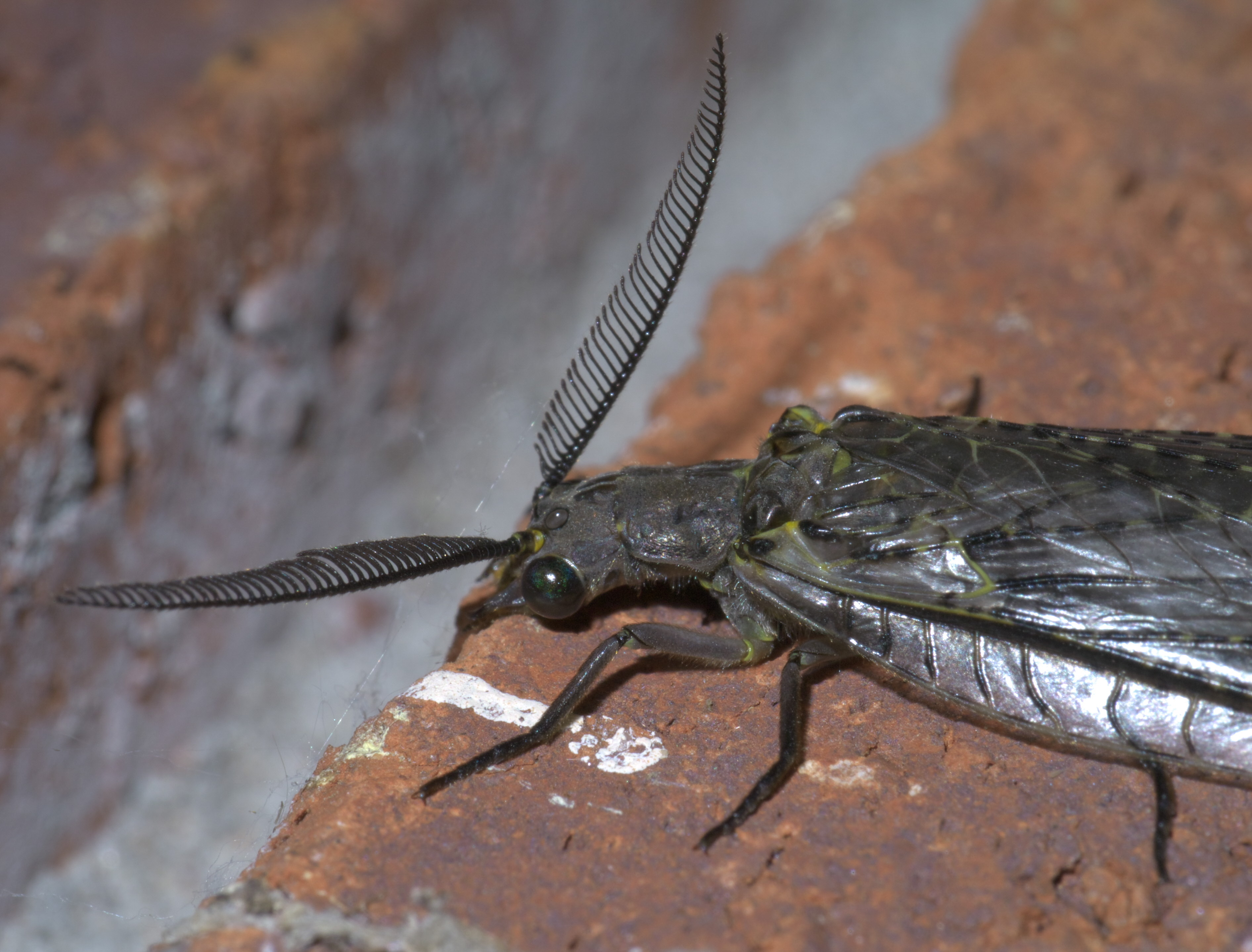
Chauliodes rastricornis (Corydalidae)

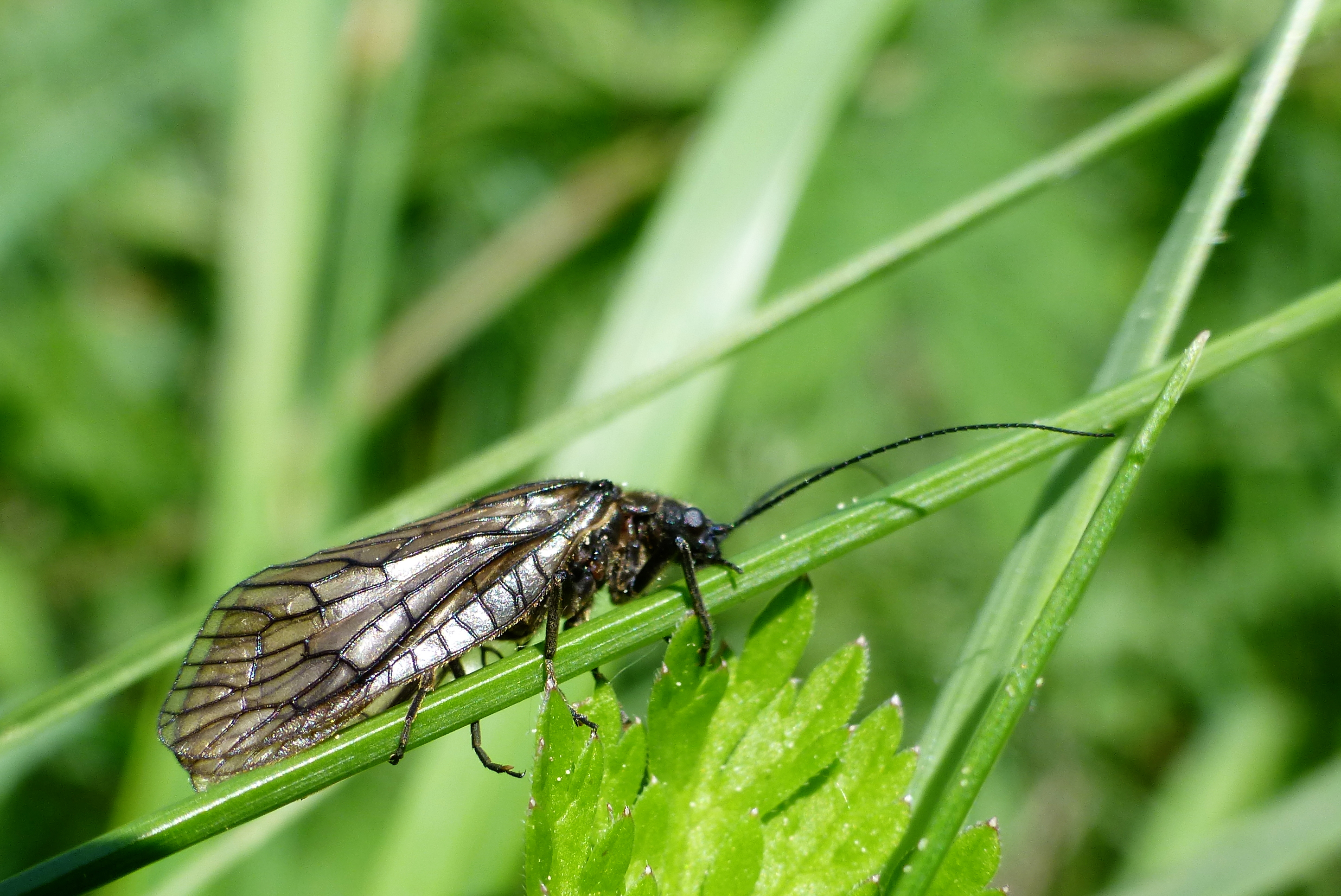
Sialis sp., adult (Sialidae)

Els megalòpters (Megaloptera, del grec, megále, "gran" i ptéron, "ala") són un ordre d'insectes endopterigots amb ales grans i abundant venació de caràcter primitiu; les seves larves són aquàtiques, essent les més grans entre els insectes. Els adults són alats i viuen poc temps. Es distribueixen per tot el món; són més abundants a les zones tropicals. Es coneixen 354 espècies.
Antigament s'incloïen com un subordre dels neuròpters, però en l'actualitat es classifiquen com a ordre independent; són considerats com un dels ordres més primitius d'insectes holometàbols, és a dir, amb metamorfosis completa (ou, larva, pupa i imago). Les larves són aquàtiques, depredadores de diferents tipus d'organismes; l'estadi de larva és el més llarg; els estats d'ou, pupa i adult són terrestres; l'últim és de vida molt curta, alimentant-se possiblement solament de substàncies dolces.

## Característiques
Els adults d'aquest ordre poden distingir-se per la forma de ventall de les seves ales posteriors, amb envergadura fins a 16 cm. Els mascles, especialment dels gèneres Corydalus i Acanthacorydalis, posseeixen mandíbules summament grans.

## Biologia i ecologia
Les femelles posen una massa d'ous sobre roques, troncs, fulles o sobre el substrat a la vora de l'aigua; les larves es desclouen després de la incubació caient a l'aigua.
Les larves són allargades, aplanades, arriben als 10 mm de longitud, i posseeixen unes poderoses mandíbules, presenten filaments abdominals que actuen com a brànquies (traqueobrànquies). Són depredadores d'animals aquàtics i caníbals.

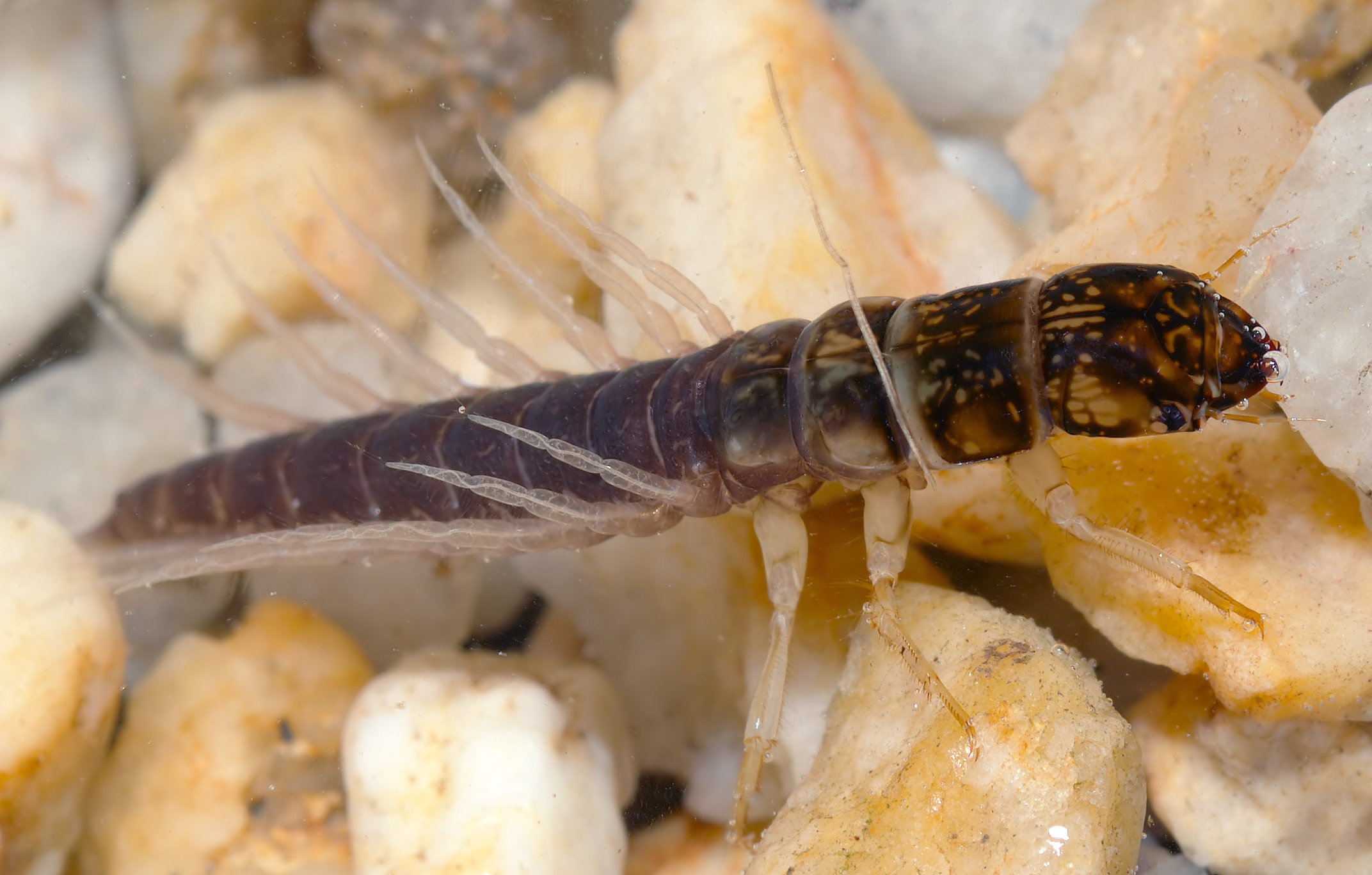
Larva de Sialis lutaria (Sialidae)

Habiten aigües tranquil·les i netes; algunes espècies viuen en aigües de rius i rierols, unes altres solament en pantans. Algunes posseeixen tubs respiratoris complementaris, especialment les que habiten aigües poc oxigenades. Certes larves es protegeixen de la llum directa del sol. Poques espècies habiten en tolls entre troncs d'arbres. Algunes larves es mantenen en estat de repòs embolicades en un capoll durant l'estació seca i reprenen les seves activitats amb les pluges. En les zones temperades hivernen.
Les larves passen entre 10 a 12 ínstars (etapes) segons l'espècie; aquest període pot durar d'un a cinc anys depenent de la temperatura ambiental.
Al final del seu últim instar, les larves surten de l'aigua i construeixen una càmera que les protegeixen durant una setmana en el seu estat de prepupa, després pupen durant una setmana a un mes, i emergeix un adult alat, completant-se el cicle de vida.
Hi ha espècies diürnes i altres nocturnes, però en general es troben prop d'aigües netes, amagats entre la vegetació mentre descansen. Els adults són efímers, durant solament una setmana aproximadament, s'alimenten solament de solucions líquides diluïdes.
Les parelles s'atreuen durant el festeig amb vibracions en unes espècies i amb substàncies oloroses (feromones) en unes altres, produïts tant per mascles com per femelles. Certs mascles es barallen i uns altres s'amenacen, uns altres realitzen danses rituals abans d'aparellar-se; alguns persegueixen a les femelles.
La majoria de les larves d'aquests insectes són d'aigües netes, i no toleren cap grau de contaminació, sent indicadors biològics, la seva presència s'associa a aigües pures.
Constitueixen una font d'aliment per a diversos peixos d'aigües dolces, com ara la truita, entre molts d'altres.

## Taxonomia
L'ordre Megaloptera inclou dues famílies i dues subfamílies:
Família Corydalidae
- Subfamília Chauliodinae
- Subfamília Corydalinae

Família Sialidae